# Vjekoslav Babukić
Vjekoslav Babukić (Požega, 16. lipnja 1812. – Zagreb, 20. prosinca 1875.), bio je hrvatski jezikoslovac, prevoditelj i preporoditelj.

## Životopis
Vjekoslav Babukić rođen je u Požegi 1812. godine. Rođen je u obitelji Antuna i Agate (rođ. Keleković) Babukić. Otac Antun bio je licitar. Školovao se u rodnom gradu (1820.), u Novoj Gradiški, Oberschule (1821., 1822.), te ponovno u Požegi, pet razreda gimnazije (1823. – 1827.) a maturirao je u Pečuhu 1828. godine. Studij filozofije započeo je u Segedinu a nastavio ga je u Zagrebu gdje dolazi 1830. godine, iste godine kada izlazi Kratka osnova horvatsko-slavenskoga pravopisaňa, knjižica u kojoj je Ljudevit Gaj izložio svoj prijedlog grafijske reforme, ali koja je značila mnogo više od običnoga prijedloga novih slova. Babukić se u Zagrebu našao u krugu mladih hrvatskih intelektualaca koji početkom tridesetih godina imaju razrađen program za književno i jezično ujedinjenje hrvatskih krajeva, a potom i svih južnoslavenskih krajeva pod ilirskim imenom. Završio je pravo 1832. godine u Zagrebu, potom se zaposlio u struci, ali već te godine počinje na Gajev nagovor pisati gramatiku. Godine 1836. postaje tajnik Čitaonice ilirske, a 1842. prvi tajnik Matice ilirske. Na svoj rođendan 1846. godine Vjekoslav Babukić imenovan je prvim profesorom hrvatskoga jezika na zagrebačkoj Kraljevskoj akademiji, nakon što je pobijedio na natječaju i takve suparnike kao što su Antun i Ivan Mažuranić, te Stanko Vraz. Na dan 5. listopada, kada je održao svoje prvo predavanje, došlo je mnoštvo slušatelja, čak i izvan Zagreba. Bio je to jedan korak bliže službenom proglašenju hrvatskoga jezika diplomatičkim jezikom, što će se zbiti već iduće 1847. godine. Osim što je predavao na zagrebačkoj Kraljevskoj akademiji, predavao je i u Klasičnoj gimnaziji u Zagrebu od 1846. do 1875. godine.
U narodnom preporodu Babukić je jedna od vodećih osobnosti, s jedne strane kao pokretač osnivanja niza kulturnih institucija i promicatelj hrvatske knjige, a s druge strane kao jedini rođeni štokavac među vodećim ilircima u oblikovanju književnojezičnog programa ujedinjenja Hrvata u jednome književnom jeziku i njegovom normiranju. S Ljudevitom Gajem smatra se tvorcem latiničnoga slovnog sustava kojim, uz neznatne promjene, Hrvati i Slovenci pišu i danas. Napisao je tri hrvatske gramatike, nekoliko rasprava o pravopisu, jednu prigodnu pjesmu, nekoliko predgovora u izdanjima starih hrvatskih pisaca, a s Antunom Mažuranićem dopunio Ilirsko-nemačko-talianski mali rečnik Josipa Drobniča.

Babukićevo se mišljenje o “ilirskom“ jeziku može vidjeti iz samo jedne rečenice upućene Vuku Karadžiću, koja ujedno pokazuje i svu razliku između dviju škola, ilirske i vukovske: 
»Ali mi ne nameravamo, kao Vi, jedno narěčje gospodujućim učiniti, veće u jednom najmljenom znaku svakolika narěčja sjediniti«.
Jezična će norma ipak ići prema sve jačem učvršćivanju ijekavskog tipa štokavskoga narječja, jer i Babukić i Antun Mažuranić, dva glavna ilirska gramatičara od samog početka preporučuju da se svi trebaju naučiti književnom izgovoru, a to je ijekavski, kao što je u dubrovačkoj književnosti u kojoj su nalazili nadahnuće. Kajkavizama će na gramatičkom planu biti sve manje, ali će sva tri narječja ostati nepresušni izvor bogaćenju leksika književnoga jezika sve do naših dana.
Prva od tri gramatike pod nazivom Osnova slovnice slavjanske narěčja ilirskoga prva je općehrvatska gramatika na kojoj se osnivala književnojezična norma pedesetak godina, izdana 1836. godine, prevedena na njemački jezik 1839. godine i talijanski 1846. godine. Glavno obilježje te norme je morfološki pravopis prema Babukićevoj poznatoj rečenici: “Piši za oko, a govori za uši“, nasuprot Karadžićevoj: “Piši kako govoriš“. Zatim su u duhu hrvatske gramatičke tradicije normirani nejednaki množinski nastavci u deklinaciji imenica i pridjeva, npr. Dativ zdravim jelenom, lokativ zdravih jelenih i instrumental zdravimi jeleni. Uz slogotvorno /r/ pisalo se popratno e, a genitiv množine imeničke deklinacije završavao je na –ah, zbog čega su protivnici nazivali ilirce ahavcima. Kada se danas čitaju tekstovi iz ilirskoga preporoda, onda nam se upravo zbog dvoslova er, genitivnoga –ah i nejasnoća pri čitanju takozvanog rogatoga e ti tekstovi čine izvještačenima, a jezik dosta različit od naprimjer Reljkovićeva i Kačićeva jezika ili pak od današnjega književnoga jezika. Stoga je potrebno najprije vidjeti što Babukić kaže o tome. Slovo a odnosno e ispred slogotvornoga /r/, koje su pisali i prije iliraca, Babukić naziva “ničmi glas“ za koji nema prave i “samostalne slike“. Prema tomu ni njegov izvor nije Babukiću jasan, pa ga ne treba ni čitati. Što se tiče rogatoga e tu je Babukić bio mnogo određeniji. Dok je Gaj težio prije svega grafijskom jedinstvu, Babukić, a s njim i Antun Mažuranić, teži i izgovorom jedninstvu. Rogato e uzeto je iz nužde. U običnom razgovoru može ga izgovarati svatko po želji, ali u književnom jeziku treba se priučavati da ga svi izgovaraju kao je. Kasnije će to objašnjenje biti korigirano, pa će oba gramatičara normirati izgovor jata u kratkim slogovima kao je, a u dugima kao trofonemsku sekvenciju ije (Babukić) ili kao diftong ie (Mažuranić). Genitivno h u imeničkoj deklinaciji malo je složeniji problem. Oko njega se vodio pravi mali rat nekoliko desetljeća, a u polemikama su sudjelovali između ostalih Šulek, Jagić, Kurelac i Karadžić. Ilirci su bili uvjereni da je ah najrašireniji nastavak, pa je to bio ideološki razlog njegova normiranja.
Jezični je razlog što je Babukić smatrao da nastavak –a imaju oni koji inače nemaju fonem /h/ u svojim govorima. Da se taj h čuje na terenu potvrdu je našao u samoga Karadžića koji navodi da ga Crnogorci izgovaraju u genitivu množine. Babukić je to imao već u svojemu slavonskom pravopisu, u kojemu je ono zasigurno označavalo samo dužinu zadnjega sloga da bi se mogli razlikovati homonimni gramatički oblici kako saznajemo od Raljkovića. I Babukić i Mažuranić u prvim svojim gramatikama preporučuju da se “svaki učen Ilir“ trudi da se “ne samo u pismu, nego i u razgovoru na njega priuči“. Od pisanja genitivnoga –ah ilirci neće odustati, ali će promijeniti mišljenje o njegovu izgovoru, pogotovo kada je Jagić znanstveno pobio sve dokaze u prilog nastavku –ah. Babukić najprije govori da je h “slab“ glas. Zatim da se piše po zakonu etimologije i da ga izgovara onaj tko može, a onaj tko ne može, neka ga samo “odihava“, to jest aspirira. Izgovor dakle nije obvezan. Kasnije će još dodati da se taj glas “tanko i nečutljivo izgovara“, te da se nastavak –ah oteže, zbog čega su stari Dubrovčani pisali dva a. No više od Babukićevih riječi govori njegova Ilirska slovnica.
Druga gramatika izašla je na njemačkom i na talijanskom jeziku uz Drobanićev rječnik 1849. godine. U predgovoru tome rječniku Babukić je najavio da će napisati veću gramatiku. Društvena narudžba koja je potom stigla nije ga zatekla nespremna. Naime, pedesetih se godina nastojanjem prosvjetnih vlasti i samoga bana počinju u Hrvatskoj pisati školski udžbenici na hrvatskom jeziku. Tako se Babukić obvezao banskom naredbom od 1852. godine da će “slovnicu ilirsku za učionice sastaviti”, pa ju je i posvetio banu Josipu Jelačiću, “visokomu i iskrenomu ljubitelju i branitelju narodnoga jezika”. Ilirska slovnica iz 1854. godine nije odobrena za upotrebu u školama, pa je za njezina autora ona bila pravi promašaj čak i s financijske strane, jer ju je žureći da je što prije izda sam i financirao. Pogodili su ga i veliki dugovi, a još više negativne ocjene, ta je gramatika u lingvističkoj literaturi uz veoma rijetke izuzetke ostala uglavnom na razini bibliografskoga podatka, premda bi trebala imati posebno mjesto u povijesti hrvatskih gramatika. U vrijeme njezina nastanka u Hrvatskoj se utemeljuje lingvistika kao znanost, jer jezik postaje predmetom znanstvenoga izučavanja. Ilirska slovnica je prva znanstvena hrvatska gramatika, s razvijenim metajezikom, prva koja je pisana na osnovi lingvističke literature i koja je dokumentirana primjerima. Nastala je pod utjecajem dviju lingvističkih škola, starije logičke i novije provedbeno-povijesne. Djelomice je poredbena slavonska gramatika, djelomice poredbena dijalekatna, a ima značajke i povijesne gramatike. S metodološkoga stajališta to joj je i najveći nedostatak jer je trebala spojiti sinkroniju s dijakronijom, normu s deskripcijom. Ako se očisti od suvišnih opisa u njoj se nalazi više vrijednih lingvističkih spoznaja po kojima njezin autor nipošto ne zavređuje da ga se proglasi gramatičarom diletantom, kao što je to učinio Branko Vodnik u Narodnoj enciklopediji. Dovoljno je navesti samo nekoliko mjesta iz njegovoga gramatičkog rada pa da se u to uvjerimo. 
Babukić je normirao književni jezik nove štokavske osnovice s nekim elementima zajedničkim svima trima hrvatskim narječima. Gramatike je napisao pod utjecajem logičke i poredbeno – povijesne gramatike, na osnovi bogate jezikoslovne literature hrvatskih književnika i dijalektalnih podataka.
Kao gramatičar utemeljio je fonetiku kao znanost i izgradio fonetsko nazivlje, te prvi dosljedno razlikovao glas od slova, uspoređivao je naglasne sustave svih triju narječja, otkrio sličnost posavske i čakavske akcentuacije. U klasifikaciju riječi Babukić je unio niz znanstveno utemeljenih novina, prvi je razradio sintaktičke kategorije i izgradio znanstveno nazivlje. Od njega smo usvojili: slovnica, jezikoslovac, samoglasnik, suglasnik, naglasak, štokavsko, kajkavsko, čakavsko narječje, itd.
Bavio se etimologijom koju on naziva korjenoslovlje, te je u Ilirskoj slovnici dao prvi hrvatski etimološki rječnik novijega doba. U hrvatsku gramatiku uveo je razlikovanje infinitivne i prezentske osnove, te podjelu glagola na morfološke vrste prema infinitivnoj osnovi, koju je preuzeo od Dobrovskoga, a koja je ostala u hrvatskim gramatikama valjana sve do danas.
Do Ilirske slovnice sintaktički su opisi bili na razini sintagme. Babukića predmetom sintaktičkog proučavanja postaje rečenica. Koliko je proniknuo u rečenično ustrojstvo najbolje pokazuje njegovo negiranje uzvika kao članova rečenice zbog njihova značenja i gramatičkoga statusa. Prema strukturi razlikuje prostu, složenu i višestruko složenu rečenicu. Sva je sintaktička pitanja opisao unutar rečenice na osnovi primjera iz hrvatske književnosti, pa su njegovi pogledi na rečenično ustrojstvo ozbiljan početak sintaktičkih istraživanja u hrvatskoj ligvistici.
Vjekoslav Babukić bio je skroman čovjek, samozatajan, tih, izuzetno radišan, nenametljiv, te je zbog toga ostao nekako po strani u našim ocjenama toga vremena. Živio je u jednom zaista burnom prijelomnom dobu, u kojemu nije bilo dovoljno svoj jezik i svoj narod samo voljeti, nego je trebalo i radom pridonositi afirmaciji njihova identiteta. A tu je Babukić dao cijeloga sebe, umro je 20. prosinca 1875. godine u Zagrebu.
Pokopan je na zagrebačkome groblju Mirogoju.

## Djela
- Osnova slovnice slavjanske narěčja ilirskoga, Zagreb, 1836. (njem. izd. Grundzüge der ilirischen Grammatik, durchaus mit der neuen Orthographie, Beč, 1839.; tal. izd. Ellementi della grammatica illirica secondo la nuova ortografia, Zadar, 1846., 2. tal. izd. 1851., 3. tal. izd. 1860., 4. tal. izd. 1865.; pretisak, Institut za hrvatski jezik i jezikoslovlje, 2012.[5])
- Několiko rěčih o pravopisu, Zagreb, 1846.
- Ilirska slovnica, Zagreb, 1854. (pretisak, Institut za hrvatski jezik i jezikoslovlje, 2014.)[6]

### U rukopisu
- Promemorija (1861.). Nepotpuna autobiografija. Čuva se u Nacionalnoj i sveučilišnoj knjižnici u Zagrebu.[1]

## Vanjske poveznice
- Digitalizirana baština Zavičajne zbirke "Possegana" okuplja na jednom mjestu digitalne reprodukcije vrijedne i rijetke građe pohranjene u zbirkama i odjelima Gradske knjižnice i čitaonice Požega  Arhivirana inačica izvorne stranice od 4. studenoga 2010. (Wayback Machine). Sadrži: Ilirska slovnica / Vjekoslav Babukić - Elektroničko izd. izvornika objavljenog 1854.
- Ilirska slovnica
- [neaktivna poveznica]